# Tropicarlos
Albums de Carlos
Tubes à boum
(1984) Yvan-Chrysostôme
(1991)
Tropicarlos est un album studio enregistré par Carlos. Il fut publié en 1986.
Liste des pistes:
1. Captain Carlos
2. P'tite fleur fanée[1]
3. El rey
4. Fiou d'elle
5. Arriba Sevillana
6. Mille coups de cœur
7. Tropical nanas
8. Marourou Tahiti (merci Tahiti)
9. Oh ye! (oye)
10. La pêche au gros